# Silvio Siano
Silvio Siano, noto anche con lo pseudonimo di Edgar Lawson (Castellammare di Stabia, 12 agosto 1921 – Roma, 4 maggio 1990), è stato un regista e sceneggiatore italiano.

## Biografia
Dopo avere collaborato con il regista Armando Fizzarotti, Siano fa il suo esordio come regista nel 1949 con il film Napoli eterna canzone.
Dirige altri film tra i quali Soli per le strade regista e sceneggiatore Saranno uomini del 1957 con Massimo Girotti, Silvana Pampanini e Francisco Rabal, Lo sgarro (1962) con Gérard Blain, Charles Vanel, Saro Urzì e Gordana Miletic, La donnaccia, film neorealista meridionalista del 1965 interpretato da Dominique Boschero, nei panni di una giovane e bella prostituta di ritorno al paese natio.
Negli ultimi anni si dedica alla produzione. È direttore di produzione di vari film, per lo più polizieschi, fra i quali Storie di vita e malavita di Carlo Lizzani del 1975 e La posta in gioco di Sergio Nasca del 1988 con Lina Sastri e Turi Ferro.

## Filmografia

### Regista
- Napoli eterna canzone (1949)
- Fuoco nero (1951)
- Soli per le strade (1953)
- Saranno uomini (1957) - anche sceneggiatore
- Lo sgarro (1962) - anche sceneggiatore
- La vedovella (1964) - anche sceneggiatore
- La donnaccia (1965)
- Agente X-77 - ordine di uccidere (1966) come Edgar Lawson

### Direttore di produzione
- Il tuo piacere è il mio (1973)
- Prigione di donne (1974)
- Commissariato di notturna (1974)
- Verginità (1974)
- Storie di vita e malavita (1975)
- Roma drogata la polizia non può intervenire (1975)
- Poliziotto senza paura (1977)
- Poliziotto solitudine e rabbia (1980)
- La posta in gioco (1988)

### Soggettista
- Tre dollari di piombo, regia di Pino Mercanti (1965)